# Centrale géothermique de Bjarnarflag
La centrale géothermique de Bjarnarflag est une centrale géothermique islandaise détenue et opérée par Landsvirkjun. Elle est située près de Reykjahlíð dans la région du lac Mývatn, au nord-est du pays. C'est historiquement la première centrale géothermique du pays.

## Histoire
La possibilité d'exploiter l'énergie géothermique dans la zone de Námafjall a été étudiée en 1967. Le 5 mars 1969, la centrale commença à produire de l'électricité grâce à une turbine de 3 MW. La centrale appartenait alors à la Laxá Power Company, qui détenait deux centrales hydroélectriques sur la Laxá. La vapeur de la zone fut en même temps utilisée pour l'usine d'extraction de diatomite de Kísiliðjan, jusqu'à la fermeture de l'usine en 2004.
Entre 1975 et 1984, la région fut affectée par une importante et continue activité tectonique et volcanique. La centrale fut donc désassemblée en 1980. Elle fut ensuite réinstallée et fonctionna ainsi jusqu'en 2001, où elle fut modernisée. En 1983, la Laxá Power Company fusionna avec Landsvirkjun.
Un projet d'extension de la centrale est en cours, qui permettra une production finale de 90 MW.

## Impact
La centrale de Bjarnarflag fut à ses débuts importante pour la région. En effet, à cette époque, le réseau national d'électricité n'était pas complété, et donc la région, relativement isolée, dépendait de l'électricité qu'elle produisait. La centrale permit donc de réduire l'importance de la centrale au diesel installée à Akureyri.
Mais cette centrale est avant tout la première centrale géothermique en Islande. Elle a permis de démontrer au pays la faisabilité de la production électrique à partir de la géothermie, et a donné l'élan nécessaire pour le développement des nombreuses centrales géothermiques du pays, d'une puissance cumulée de plus de 500 MW.

## Sources
- Landsvirkjun
- mannvit
- nat.is